# Conesville (Ohio)
Pour les articles homonymes, voir Conesville (homonymie).
Conesville est un village américain situé dans le comté de Coshocton, dans l'Ohio. Selon le recensement de 2010, sa population est de 347 habitants.